# С река на сърцето
„С река на сърцето“ е български драматичен сериал, който се излъчва по „Нова телевизия“ от 13 септември 2022 г. Режисьори на сериала са Мартин Макариев и Ники Илиев, по сценарий на Георги Тенев, а главен оператор е Андрей Андреев. В сериала участват Луиза Григорова, Яна Маринова, Александър Сано, Мартина Апостолова, Анастасия Лютова, Александър Димов, Христо Петков, Малин Кръстев, Пламен Манасиев, Леарт Докле, Йоанна-Изабелла Върбанова, Матьо Горанов, Никола Додов, Цветина Петрова, сръбската актриса Ана Томич, македонския актьор Игор Ангелов и актьорът, дебютиращ на малкия екран, Ивайло Петков.
Снимките започват на 7 май 2022 г. във Видин.

## Актьорски състав
- Луиза Григорова – Вяра Бонева – Драганова
- Александър Димов – Борис Бонев
- Мартина Апостолова – Невена Тополска
- Александър Сано – Петър Куманов
- Христо Петков – Лазар Куманов
- Яна Маринова – Микаела (Мики) Васович
- Анастасия Лютова – Даниела Лозанова
- Цветина Петрова – Петя Кабурова
- Леарт Докле – Нектарий
- Малин Кръстев – Стефан Тополски
- Пламен Манасиев – Асен Горанов – Сома
- Матьо Горанов – Коко Драганов
- Никола Додов – Христо Драганов
- Йоанна-Изабелла Върбанова – Боряна
- Игор Ангелов – Зоран Васович – Дроба
- Ана Томич – Анастасия (Сия)
- Ивайло Петков – Полицай Ивайло
- Антон Порязов – Полицай Порязов[5]
- Владимир Зомбори – Димитър Драганов